# Mariko Kouda Music Clips My Best Friend plus
『Mariko Kouda Music Clips My Best Friend plus』（まりここうだミュージッククリップスマイベストフレンドプラス）は、國府田マリ子の3枚目のミュージック・ビデオ集。
2000年2月4日、キングレコードより発売。

## 解説
- 以前に発売されたビデオ・クリップ集「Mariko Kouda 1st Music Clips My Best Friend」「Mariko Kouda 2nd Music Clips My Best Friend 2」の2本をひとつにまとめた13曲入り。2本をそのまま収録しているため、オープニング、および、エンディングがそのまま収録されている。また、収録曲として記載がないが、13曲目と14曲目の間、および、14曲目と15曲目の間にオフショット動画が収録されている。

## 収録曲
1. 笑顔で愛してる
作詞・作曲：種ともこ
編曲：西脇辰弥
2. まちぶせ
作詞・作曲：荒井由実
編曲：新川博
3. マリコ-ショット1
4. 私が天使だったらいいのに
作詞：三浦徳子・國府田マリ子
作曲：松原みき
編曲：十川知司
5. 夢はひとりでみるものじゃない
作詞：國府田マリ子
作曲：松原みき
編曲：十川知司
6. マリコ-ショット2
7. 風がとまらない
作詞・作曲：種ともこ
編曲：亀田誠治
8. 雨のちスペシャル
作詞：國府田マリ子
作曲：松原みき
編曲：西脇辰弥
9. マリコ-ショット3
10. Looking For
作詞：國府田マリ子
作曲：ながつきまろん
編曲：西脇辰弥
11. Looking For〜モノクローム・ヴァージョン
作詞：國府田マリ子
作曲：ながつきまろん
編曲：西脇辰弥
12. 大切に思えるものが一緒ならいいよね
作詞：國府田マリ子
作曲：ながつきまろん
編曲：亀田誠治
13. コバルト
作詞・作曲：八野英史
編曲：b-flower
14. 待っていました
作詞・作曲：種ともこ
編曲：亀田誠治
15. みらくるふれんど
作詞：國府田マリ子
作曲：ながつきまろん
編曲：亀田誠治